# Atheta lucifuga
Atheta lucifuga är en skalbaggsart som beskrevs av Jan Klimaszewski och Peck 1986. Atheta lucifuga ingår i släktet Atheta och familjen kortvingar. Inga underarter finns listade i Catalogue of Life.